# Epitome of Torture
Albums de Sodom
In War and Pieces
(2010) Sacred Warpath
(2014)
Epitome of Torture est le 14e album du groupe de thrash metal Allemand Sodom .

## Liste des morceaux
Toutes les chansons sont écrites et composées par Tom Angelripper, sauf lorsque c'est indiqué.
| No  | Titre                                          | Durée |
| --- | ---------------------------------------------- | ----- |
| 1.  | My Final Bullet                                | 4:39  |
| 2.  | S.O.D.O.M.                                     | 3:46  |
| 3.  | Epitome of Torture                             | 3:31  |
| 4.  | Stigmatized                                    | 2:56  |
| 5.  | Cannibal                                       | 4:19  |
| 6.  | Shoot Today - Kill Tomorrow                    | 4:00  |
| 7.  | Invocating the Demons                          | 4:25  |
| 8.  | Katjuscha                                      | 3:42  |
| 9.  | Into the Skies of War                          | 3:50  |
| 10. | Tracing the Victim (Angelripper, Nadja Herten) | 4:46  |

## Composition du groupe
- Tom Angelripper - chant & Guitare basse
- Bernemann - guitare
- Markus "Makka" Freiwald - batterie